# Col du Simplon
Pour les articles homonymes, voir Simplon.
Le col du Simplon (Simplonpass en allemand et Passo del Sempione en italien) est un col des Alpes suisses situé dans le canton du Valais. Situé à 2 006 mètres, il fait partie de la route principale 9, menant de Brigue à la frontière italienne, puis par la SS33 (it), jusqu'à Milan en passant par Stresa. La déclivité moyenne est de 9 %. Le col est ouvert toute l'année et connaît un important trafic de poids lourds.
Son nom est également attribué au village du Simplon qui, avec Gondo, est l'un des deux seuls villages valaisans sur le versant sud des Alpes.

## Géographie

### Situation, topographie
Le col du Simplon se trouve entre les Alpes valaisannes à l'ouest et les Alpes lépontines à l'est. Il connecte le canton suisse du Valais à la province italienne du Verbano-Cusio-Ossola.
Il relie le bassin du Rhône au bassin du Pô, se trouvant précisément entre la vallée de la Taferna, affluent de la Saltina qui se jette dans le Rhône à Brigue, et la vallée de la Diveria (Doveria en Suisse), affluent du Toce qui se jette dans le lac Majeur, relié au Pô par la rivière Tessin.
La distance routière de Brigue (altitude : 691 m) au col du Simplon est de 22 km (dénivelé : 1 317 m) ; du col à la frontière italienne, de 20 km ; de la frontière à Stresa, sur le lac Majeur (altitude : 200 m, soit un dénivelé de 1 808 m), de 64 km.
La route principale ne passe pas strictement au col orographique mais légèrement plus haut. Le véritable col se trouve légèrement à l'ouest de la route, à une altitude de 1 996 mètres.
Le col est dominé par la crête du Hübschhorn (3 191 m). Au sud du col, se trouve le Fletschhorn ; au nord-ouest, se trouve le Spitzhorli (2 736 m). Deux lacs se situent au niveau du col : le lac de Rotel (de) et le lac de Hopschu (de). Deux autres lacs ont été créées artificiellement.

Panorama du col du Simplon.

### Réseaux routier et ferroviaire
Le Simplon fait aujourd'hui partie de la N9 puis de l'A9 (en Suisse) et de la SS33 (it) (en Italie). Il est desservi par la compagnie suisse CarPostal qui relie Brigue à Domodossola en 1 h 40. Il est aussi placé sur la route européenne 62 (E62) reliant Nantes à Gênes.
Le réseau routier a été considérablement amélioré depuis une vingtaine d'années[Quand ?]. Plusieurs virages ont été supprimés et le trajet a été raccourci grâce à la construction de nombreux ponts et viaducs.
Pour les véhicules automobiles, une alternative au passage par le col est le Tunnel ferroviaire du Simplon, reliant Brigue à Iselle dans les deux sens, par ferroutage.

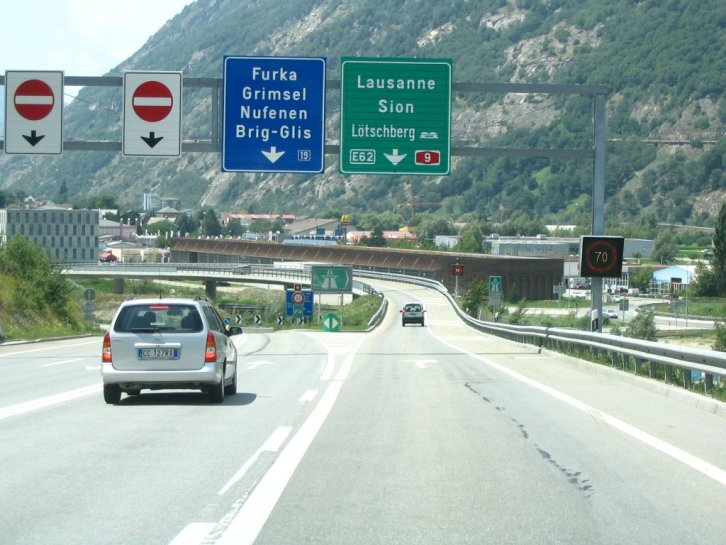
Sortie 34 Brig-Gils de l'autoroute A9 sur le versant nord du col et connexion au cols du Nufenen, du Grimsel et de la Furka par la H19.
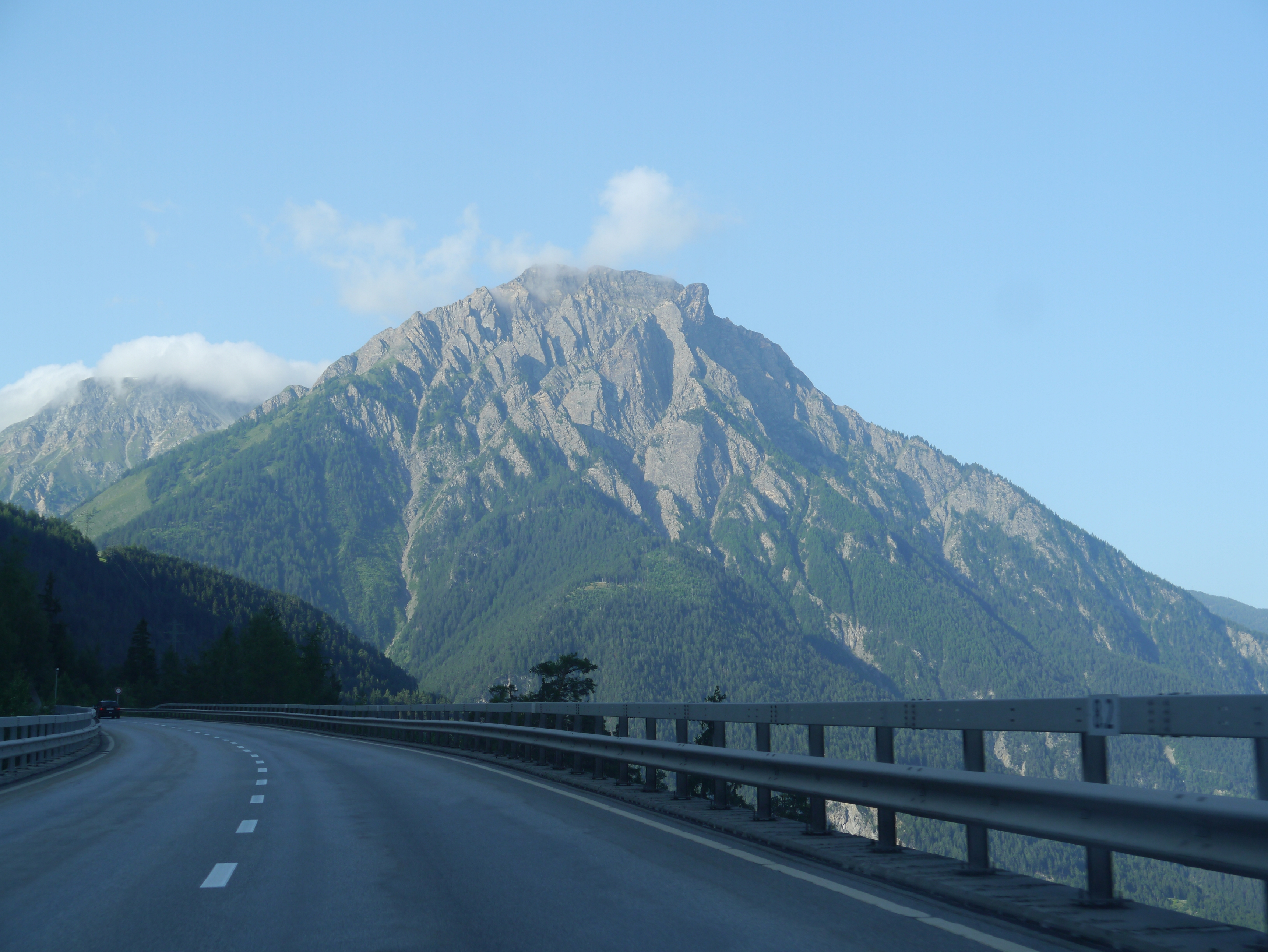
Montée du côté nord du col.
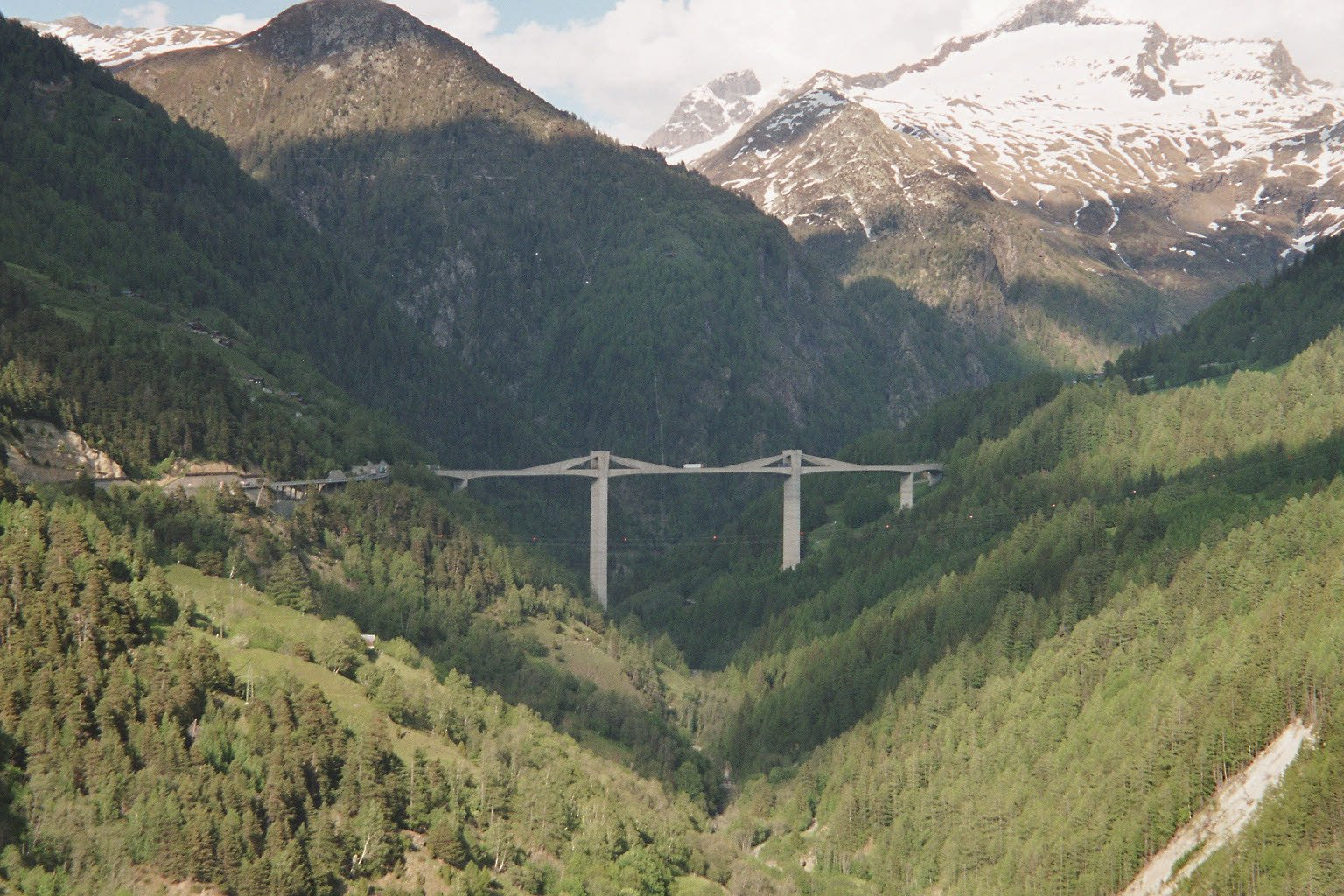
Le viaduc du Ganter, remplaçant depuis 1980 l'ancien pont sur la route nord du col.
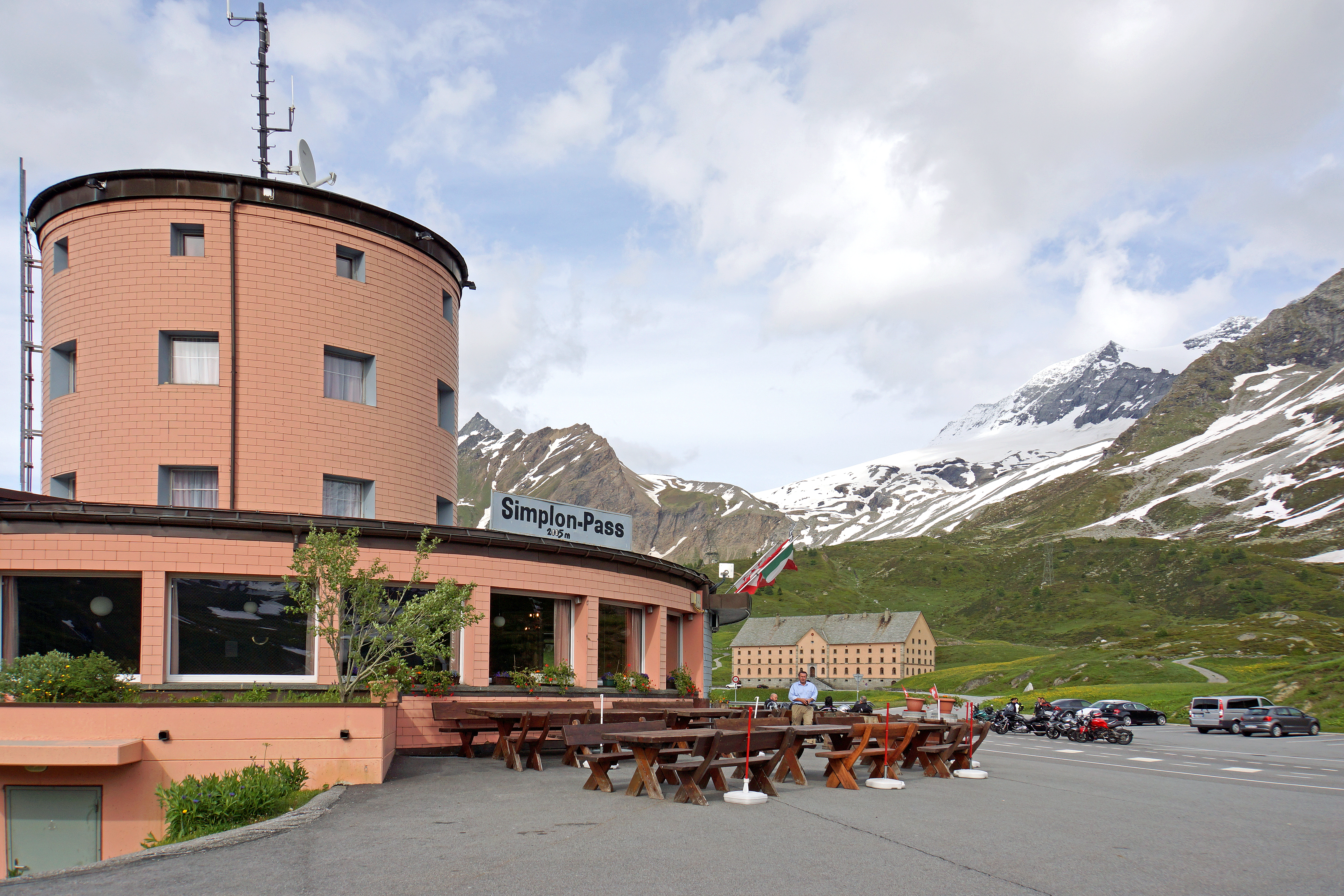
Relais et hospice juste au sud du col.
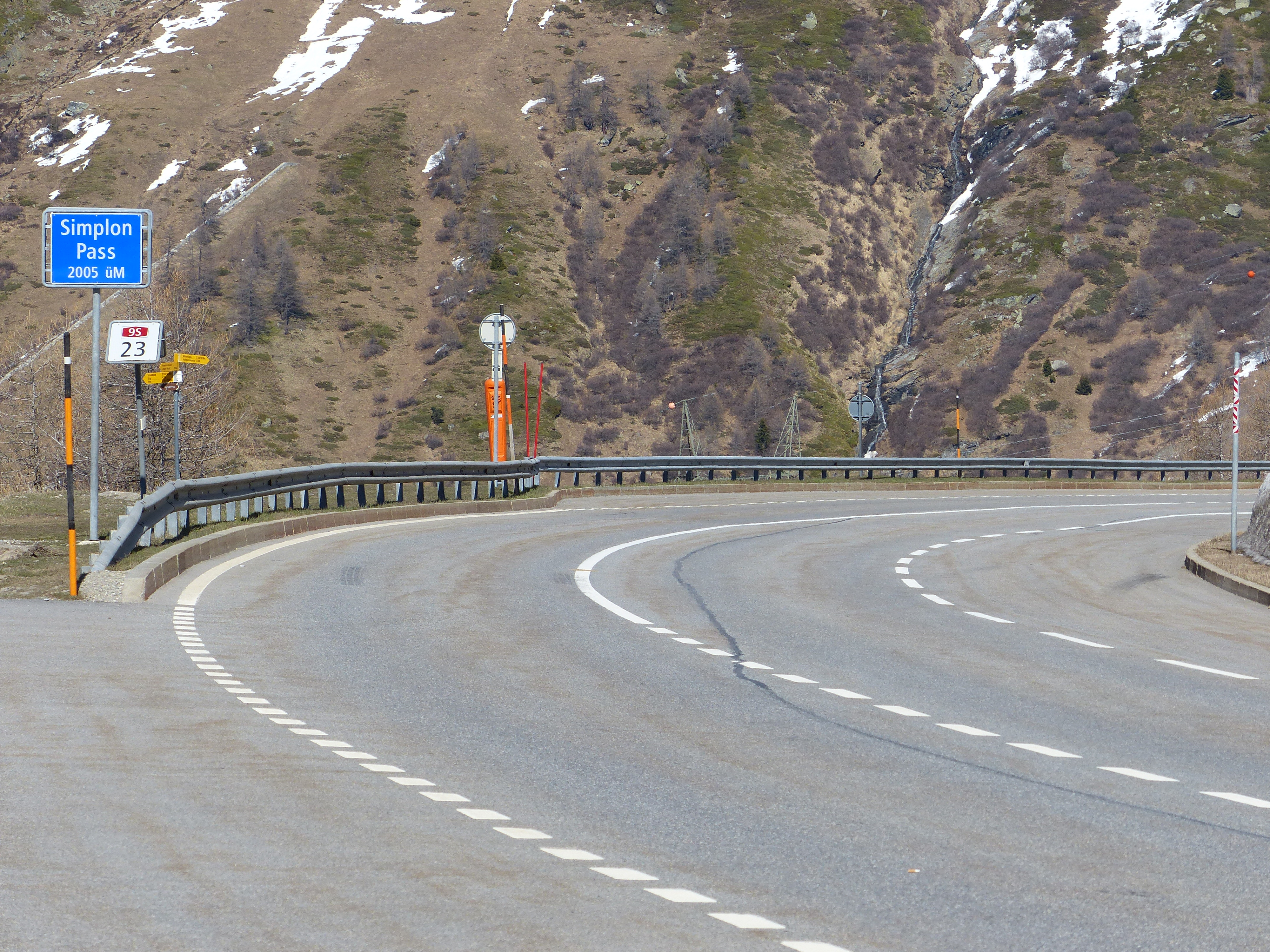
Le col à 2 005 m.
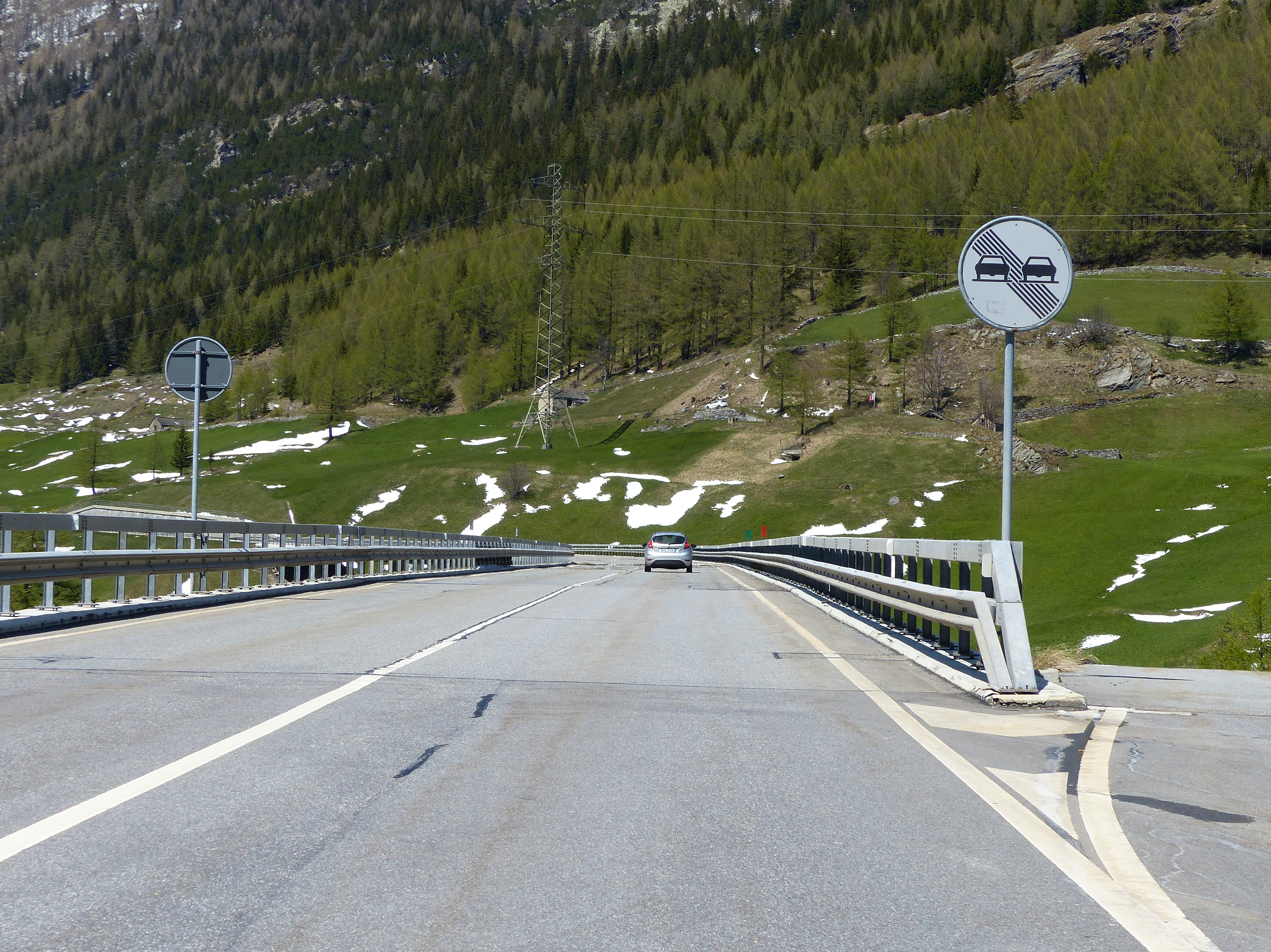
Entre Gabi (1 228 m) et Simplon-Dorf (1 475 m).
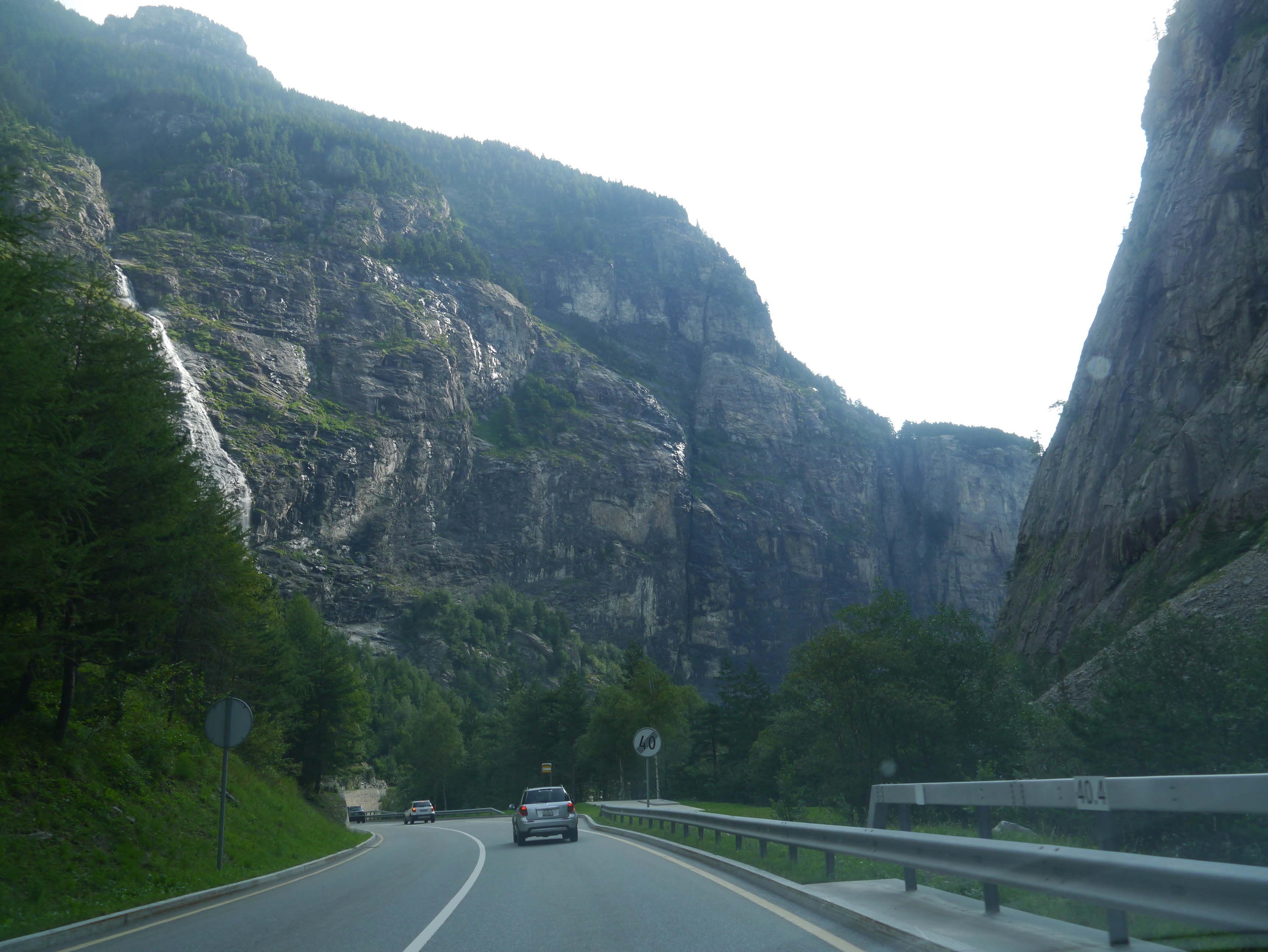
La route dans les gorges de Gondo entre Gondo (854 m) et Simplon-Dorf.
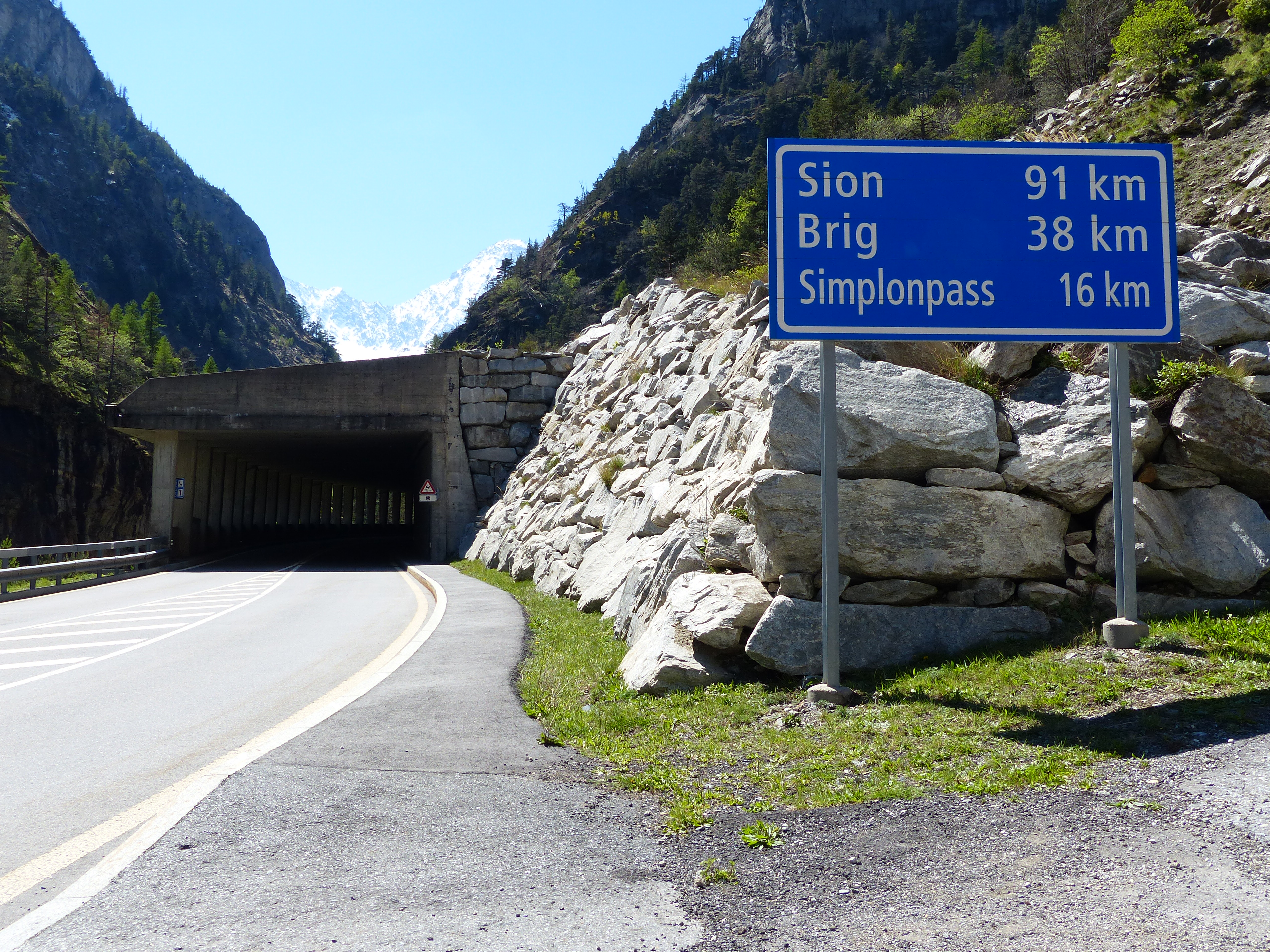
Entrée de la galerie précédent le tunnel de la Casermetta entre Gondo et Gabi.

## Histoire

### De la Préhistoire à l'Antiquité
L'histoire du Simplon remonte à la Préhistoire. Des fouilles archéologiques ont prouvé que les échanges existaient déjà entre le Haut-Valais, le val d'Ossola et le Tessin et ce, jusqu'au Moyen Âge sans pouvoir en évaluer le volume cependant.
À cette époque, seuls les mercenaires et les contrebandiers traversent le Simplon car les gorges de Gondo sont réputées infranchissables depuis l'époque romaine. En l'an 196, l'empereur romain Septime Sévère fait construire l'embryon d'une route qui dépasse à peine la frontière actuelle sans atteindre par conséquent les villes situées au nord des Alpes.
À la chute de l'Empire romain, le passage du Simplon ne semble plus intéresser les pouvoirs en place.

### Moyen Âge
Au XIe siècle, sous la domination des Lombards, les contacts entre les populations de l'Ossola et les valaisans reprennent.
À partir du milieu du XIIe siècle, les Walser colonisent les versants sud des Alpes. Les documents d'époque attestent de l'intensification du commerce à travers le Simplon mais cet âge d'or est aussi dû au développement des villes du Nord de l'Italie à l'instar de Milan.
Le Simplon devient, conjointement avec le Saint-Gothard, un axe-clé entre la Savoie, la France, Milan et le Saint-Empire romain germanique. Le fait que l'église du village du Simplon soit dédiée à saint Gothard montre bien les liens entre les deux routes. Leur développement est parallèle au cours des XIIe et XIIIe siècles. À cette époque, un premier hospice est fondé sur la route.
En février 1254, une traversée du Simplon est documentée avec le voyage de l'archevêque de Rouen, Eudes Rigaud, en route pour Rome.
En 1267, l'évêque de Sion assure la protection aux marchands italiens qui transitent par la zone. Il s'efforce avec ses successeurs d'entretenir les chemins dans le fond de la vallée. Il faut alors environ douze heures pour passer d'un côté à l'autre et la route est difficilement praticable. À cette époque, le commerce se développe avec différentes compagnies de transports à dos de mulets ainsi que différents points de ravitaillement le long de la route qui commence à se moderniser.
Après 1320, les foires de Champagne déclinent. Différents conflits notamment entre l'évêque de Sion, la Savoie et les dizains du Valais mettent à mal le commerce à travers le Simplon. Les flux commerciaux se déplacent alors vers d'autres cols situés à l'est. Cela a un impact sur l'entretien des chemins qui sont délaissés.

### Époque moderne
Signe de la déchéance de la route du Simplon, l'hospice du col est vendu en 1590. Toutefois, la guerre de Trente Ans voit s'effondrer le transit via les cols des Grisons et du Saint-Gothard qui revient alors vers celui du Simplon.
Au milieu du XVIIe siècle, Gaspard Stockalper, détenteur du monopole du sel, fait construire un chemin muletier à travers le Simplon, aujourd'hui connu comme le chemin de Stockalper (de) afin de ramener le sel de la Méditerranée. Un dépôt est construit à cette fin à Gondo, la tour de Stockalper, et l'Ancien hospice (de) est construit au niveau du col. Il est remplacé par l'hospice du Simplon au XIXe siècle. Ce commerce le rend immensément riche. Le château de Stockalper à Brigue est un témoignage de cette opulence. On le surnomme alors « Roi du Simplon » ou encore « Baron de Brigue » ou « du Valais » en raison des larges bénéfices qu'il retire de la route,.
Les marchandises sont alors transportées à dos de mulets. Ce moyen de transport traditionnel reste utilisé dans le Valais jusqu'au XXe siècle. En 1640, Stockalper met aussi en place le premier service postal entre Genève et Milan en passant par la vallée du Rhône et le col du Simplon,,.
Stockalper exploite aussi la mine d'or de Gondo (de) et une mine de fer dans la vallée du Ganter achetée en 1636. Sa famille conserve l'exploitation de la mine jusqu'en 1842. À la mort de Stockalper, les flux commerciaux cessent presque complètement. Les vestiges de cette époque sont la tour de Stockalper à Gondo, l'Ancien hospice érigé en 1666 et la souste de Gondo (entrepôt de transit) construite entre 1666 et 1690.

### Époque napoléonienne

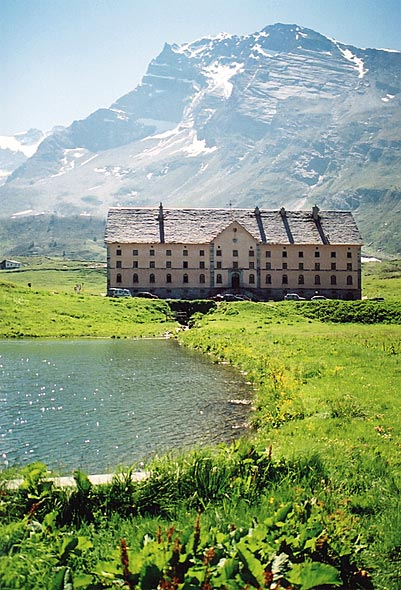
Le col du Simplon, vue sur l'hospice du Simplon voulu par Napoléon.

Sur un décret en date du 7 septembre 1800 de Napoléon Bonaparte qui veut ouvrir un passage pour son artillerie, des travaux sont réalisés de 1801 à 1805. L'objectif de l'empereur est d'unir Paris à Milan en passant par le Léman et le lac Majeur. Ce projet fait l'objet d'un accord entre la France, la République cisalpine et le Valais alors indépendant. L'objectif est clairement militaire. L'empereur veut pouvoir dépêcher dans la plaine de Lombardie des troupes afin de protéger les territoires récemment conquis face à l'empire d'Autriche.
Sous la supervision du général Turreau, le chantier est coupé en deux au niveau du village de Gabi : la partie nord est confiée à la France, la partie sud à la République cisalpine. Les conditions météorologiques au nord du Simplon rendent les travaux compliqués. Le premier consul décide alors de faire intervenir l'ingénieur civil Nicolas Céard mais les sujets de mésententes entre les deux hommes sont nombreux. Finalement, Turreau abandonne le chantier.
Le coût de construction est de plus de huit millions de francs. 3 000 ouvriers principalement italiens travaillent sur le chantier. En effet, les Valaisans sont peu à même de se lancer dans cette entreprise difficile et dangereuse. Ce sont les ingénieurs italiens qui terminent le chantier en désaccord permanent avec ceux envoyés par la France.
La route se distingue sous plusieurs aspects : ses dimensions, ses ponts, ses garde-corps de protection et de nombreux tunnels parmi lesquels celui de Gondo est probablement le plus impressionnant. D'une longueur de 182 mètres de longueur, il faut pas moins de 15 mois de travaux continus pour le construire. Nombreux sont les ouvriers qui perdent la vie sur le chantier.
En raison du retard pris, Napoléon lui-même ne passe jamais par le col. Le 16 septembre 1805, l'ingénieur en chef écrit à l'empereur : « Les Alpes n'existent plus ». La route est en effet inaugurée le 9 octobre 1805, trop tard pour l'empereur qui, de retour de son couronnement en tant que roi d'Italie, passe par le col du Mont-Cenis. À cette même époque, un service de diligence à cheval se met en place. Il reste en activité jusqu'en 1953-1954.

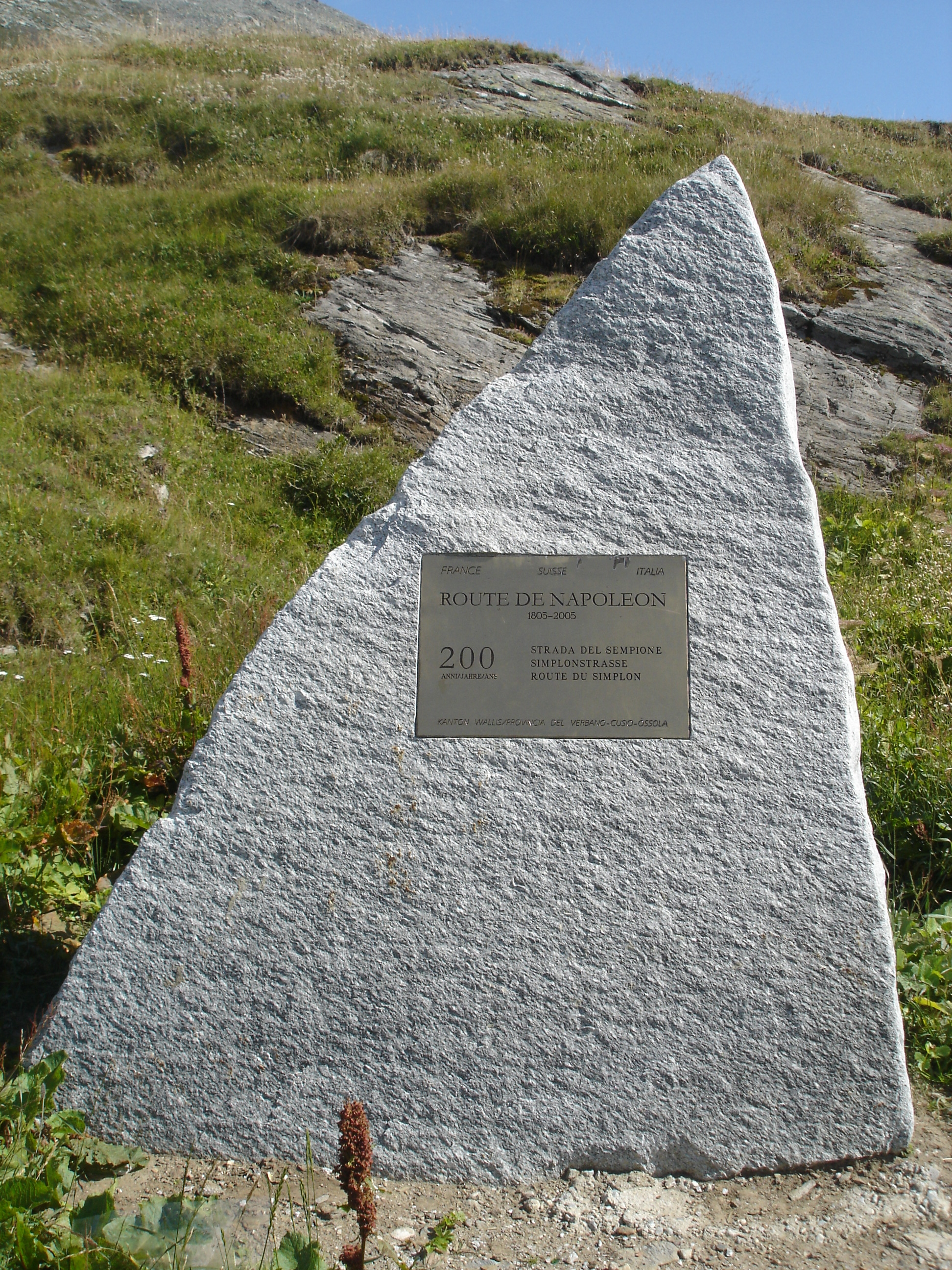
Plaque commémorative de la route construite par Napoléon (1805-2005).

Parallèlement à la construction de la route, Napoléon décide le 21 février 1801, sans même consulter les chanoines du Saint-Bernard, de créer un hospice en tout point semblable à celui du col du Grand-Saint-Bernard, parce qu'il avait beaucoup apprécié l'utilité de celui-ci. La première pierre est posée en 1813 par le préfet du département du Simplon (ancien département français qui reçoit son nom du col éponyme). À la chute de Napoléon, seul le premier étage est construit. La bâtisse reste en l'état jusqu'à l'arrivée des moines qui reprennent les travaux en 1831 pour les achever en 1835.
L'ancienne caserne (die Alte Kaserne) est construite à cette époque. Elle est à ce jour le seul bâtiment militaire datant de l'époque napoléonienne au sud du Simplon. Elle abrite actuellement[Quand ?] une exposition permanente sur l'histoire de la route à travers le Simplon.
Malgré la déchéance de Napoléon, cette route suscite l'admiration de tous les voyageurs. En 2005, à l'occasion du bicentenaire de la route, une plaque commémorative est installée.

### Époque contemporaine

#### Histoire militaire

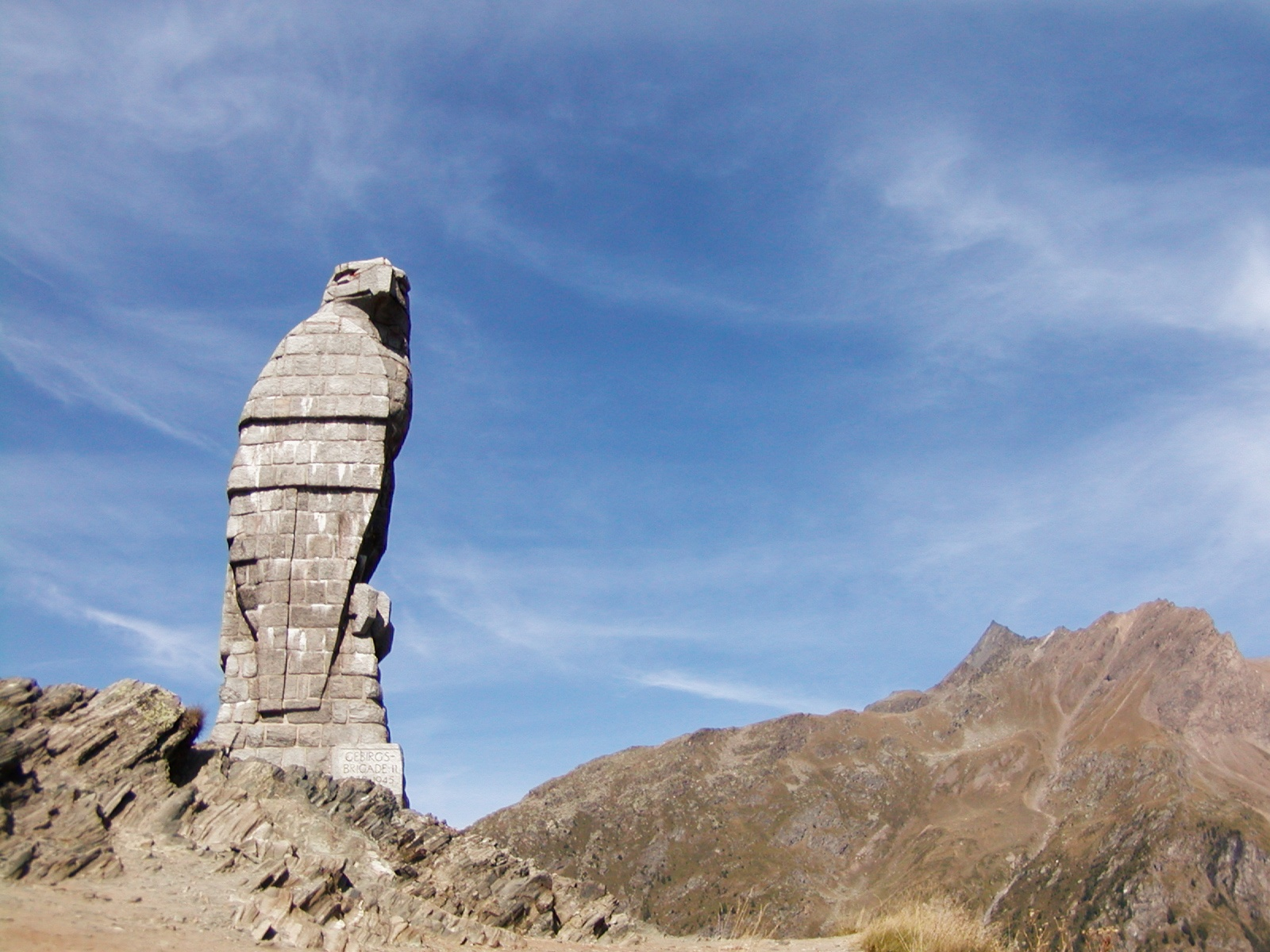
Aigle d'Erwin Friedrich Baumann.

En raison de fortes tensions entre la France, l'Autriche et le Piémont, le Simplon prend une importance militaire. Des fortifications sont construites dans les années 1830 et rénovées en 1859.
Le col du Simplon revient particulièrement sur le devant de la scène durant la Première et la Seconde Guerre mondiale. La défense du flanc sud jusqu'à la frontière italienne est alors renforcée. L'hospice de Napoléon loge jusqu'à 600 hommes de troupe chargés de la surveillance de la frontière sud du canton du Valais.
Le fort de Gondo, datant du XIXe siècle, est remanié avec la construction de galeries de flanquement et des barrières anti-mines. Durant la second conflit mondial, le fort fait partie du Réduit national. Il est désaffecté lors de la réforme de l'armée suisse en 1995. Il est alors acquis par le canton du Valais,.

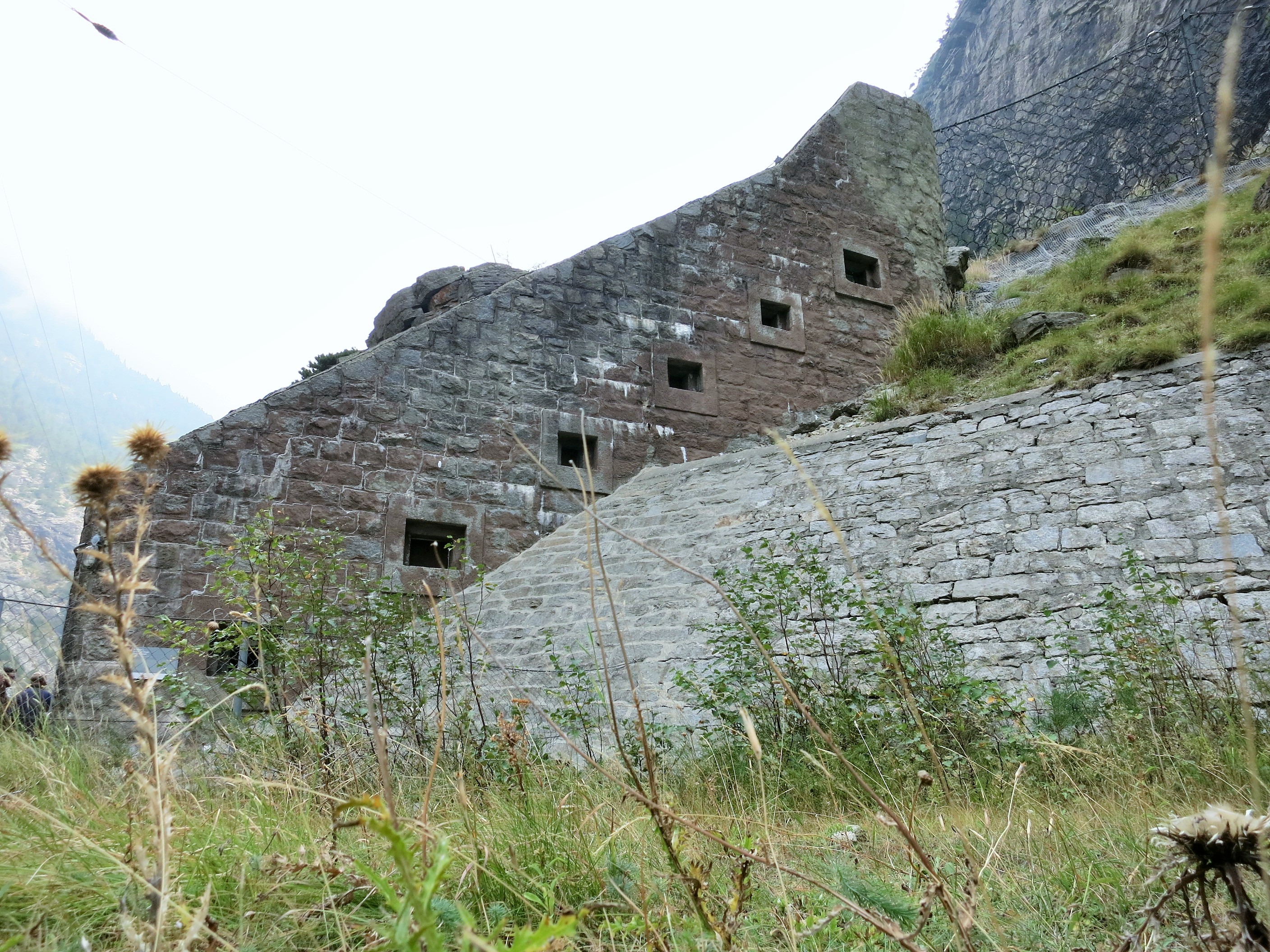
Entrée du fort de Gondo au sud du col du Simplon.

L'aigle de pierre d'Erwin Friedrich Baumann est construit en 1944 à la mémoire des soldats de la Brigade de montagne 11 chargée de défendre la frontière sud du pays. Il mesure neuf mètres de haut. Aujourd'hui encore, le Simplon reste un terrain d'entraînement pour l'armée suisse.

#### Histoire civile

##### Tunnel du Simplon
Au XIXe siècle la route du Simplon perd de son attrait. En effet, d'autres cols lui font concurrence surtout lorsqu'ils peuvent être évités grâce aux routes ferroviaires dont les inaugurations s'enchaînent : le Brenner (1867), le Mont-Cenis (1871) et le Gothard (1882).
Les travaux pour la construction du tunnel du Simplon débutent dans les années 1890 sous la direction d'Alfred Brandt (de), à la tête de l'entreprise allemande Brandt, Brandau & Company. Il développe une technique innovante pour creuser le tunnel et pour gérer les problèmes liés aux températures élevées dans la galerie. À son point le plus profond, le tunnel se trouve à 1,6 km sous le Monte Leone. Brandt meurt en 1899 avant de voir son ouvrage terminé.
Long de 20 km, le tunnel est inauguré avec faste en juin 1906 en présence du roi d'Italie Victor-Emmanuel III et du président de la Confédération suisse, Ludwig Forrer. L'impact de la construction du tunnel sur les deux régions concernées en Suisse et en Italie est considérable. Il est alors considéré comme la « Porte d'entrée de l'Europe sur la Méditerranée ». Il reste jusqu'en 1988 le plus long tunnel ferroviaire au monde,.
Entre autres problèmes, la Première guerre mondiale ralentit la fin des travaux. Le second tunnel n'est terminé qu'en 1921 et mis en service en 1922. Jusqu'en 1977 (année de fermeture de la ligne), l'Orient-Express parcourt le tunnel du Simplon lorsqu'il transporte des passagers entre Istanbul et Paris,.
La mise en service du tunnel voit un isolement temporaire des villages du Simplon bientôt désenclavés par l'apparition des véhicules individuels. Les premières automobiles franchissent le col le 29 mai 1905 ; le premier autocar le fait en 1919. Au début du XXe siècle, l'apparition de l'automobile et le percement du tunnel ferroviaire du Simplon transforment radicalement la fonction traditionnelle de l'hospice construit par Napoléon qui était de servir de refuge aux voyageurs.

##### Passage par les airs
Jorge Chavez Dartnell est le premier à franchir la crête sud des Alpes par la voie aérienne au départ de Ried-Brig en passant par le col du Simplon, le 23 septembre 1910. Lors de son atterrissage à Domodossola, il fait une chute d'une dizaine de mètres et décède des suites de ses blessures le 27 septembre,,.

##### Rénovation de la route
La route est régulièrement améliorée et, dans les années 1950, les autorités cantonales mettent en place un plan grâce auquel le col peut rester ouvert toute l'année ; précédemment il était fermé au trafic entre octobre et fin avril comme la plupart des cols alpins de cette altitude. Cet objectif est atteint en 1968 lorsque les cars postaux commencent à circuler toute l'année. Les améliorations comprennent l'installation de longs abris contre les avalanches, le long des tronçons les plus exposés, et le prolongement de certains tunnels autoroutiers afin d'accueillir les autocars touristiques qui sont nettement plus hauts que les cars postaux utilisés par les locaux. Une grande partie du chemin construit par Napoléon est alors détruit.

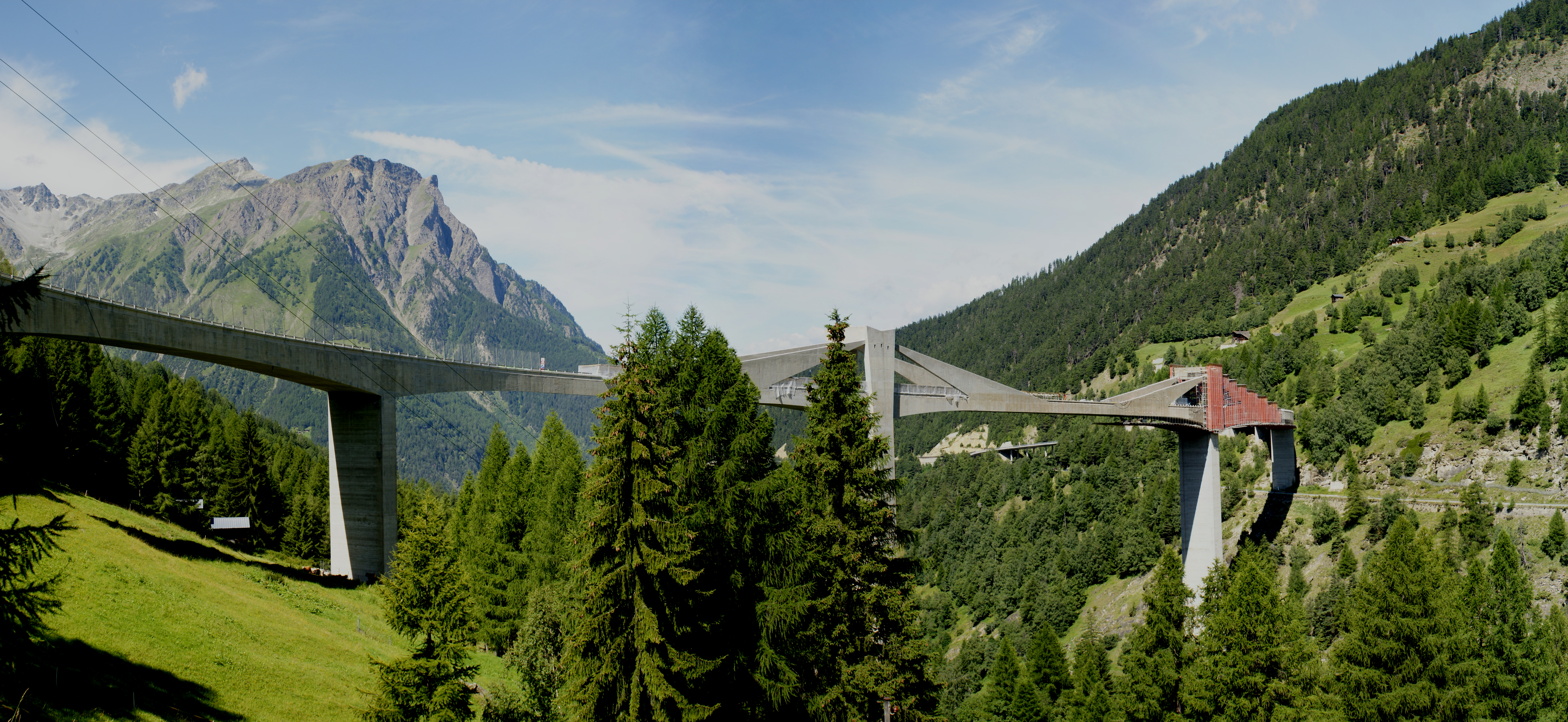
Pont du Ganter mis en service en 1980.

Dans les années 1960, les hospices se découvrent de nouvelles fonctions : sur le plan religieux, développement d'une pastorale de la montagne ; sur le plan sportif, camp de base pour l'accès aux sommets alpins alentour. Après de considérables transformations et rénovations, l'hospice cherche désormais à conserver sa dimension religieuse et à ne pas se laisser submerger par son succès touristique. En octobre 1970, un groupe de journalistes est invité à inspecter les améliorations. Il est alors déclaré que les améliorations nécessaires ont été installées sur 37 des 42,5 km entre Brigue dans le Valais et la frontière italienne à Gondo, que 110 des 180 millions de francs suisses prévus au budget ont été dépensés et enfin que cinq autres années sont nécessaires pour finir tous les travaux prévus. Le col du Simplon pourrait dès lors être utilisé tout au long de l'année. Le pont du Ganter d'une hauteur de 100 mètres est construit entre 1978 et 1980. II fait partie de ces améliorations. Il mesure 678 mètres de long et traverse la vallée éponyme. Ces améliorations entraînent une augmentation drastique de la circulation des camions par le col pour atteindre 80 000 camions par an en 2010.

## Activités

### Tourisme
La route du Simplon est très tôt décrite par des ouvrages touristiques illustrés, comme Voyage pittoresque de Genève à Milan par le Simplon d'Ostervald-Lory en 1811 et Voyage pittoresque du Nord de l'Italie de Bruun-Neegaard et Naudet en 1820 (un seul tome publié).
Des chemins de randonnée traversent le Simplon, comme le chemin de Stockalper (de), de l'hospice du Simplon jusqu'au village de Simplon et ensuite à travers les gorges de Gondo jusqu'à Gondo en 4 h 30 environ. Entièrement rénové, il a rouvert en 1994 et suit dans une grande mesure le chemin médiéval des muletiers.
Tous les ans, le premier dimanche du mois de mai, a lieu la bénédiction des motos du Simplon (de).

### Cyclisme

#### Tour de Suisse
Le col du Simplon a été traversé vingt fois par le Tour de Suisse. La première fois a eu lieu en 1949 lorsque le Suisse Martin Metzger passe en tête. Les traversées suivantes ont eu lieu en 1952, 1955, 1956, 1958, 1961, 1963, 1964, 1966, 1968, 1969, 1975, 1978, 1980, 1981, 1994, 1995, 2010, 2012 et  2017.

#### Tour d'Italie
Le col du Simplon est également grimpé sur le Giro. Il l'a été en 1963 lors de la 12e étape. L'itinéraire conduisait sur 214 kilomètres de Biella à Loèche-les-Bains. Vito Taccone a atteint le col en premier et remporte l'étape.
En 1965, la montée côté est a été inscrite sur le trajet du Giro avec une arrivée d'étape à Saas-Fee. Le col, classé Cima Coppi, est de nouveau franchi en tête par un Italien, Italo Zilioli.
Après vingt ans d'absence, le col du Simplon est revenu dans le programme du Giro en 1985. Il a alors été parcouru durant la première moitié de l'étape avant le col du Grand-Saint-Bernard. Il est franchi en tête par le Colombien Reynel Montoya.
En 2006, la montée côté ouest a été classée pour la première fois en 1re catégorie. Le col représentait alors le dernier obstacle de la journée, l'étape se terminant à Domodossola. Le premier au col a été l'Italien Fortunato Baliani.
En 2023, le Giro est à nouveau passé par le Simplon. Le col se trouvait alors sur le trajet entre Sierre et Cassano Magnago, unique difficulté de la journée et a été classé en 1re catégorie du classement de la montagne. L'Italien Davide Bais passe en tête la montée côté ouest,.
| Année | Étape | Catégorie | 1er au sommet     |
| ----- | ----- | --------- | ----------------- |
| 1952  | 19    |           | Raphaël Géminiani |
| 1963  | 12    |           | Vito Taccone      |
| 1965  | 18    |           | Italo Zilioli     |
| 1985  | 19    |           | Reynel Montoya    |
| 2006  | 14    | 1re       | Fortunato Baliani |
| 2023  | 14    | 1re       | Davide Bais       |

## Représentations artistiques

Aquarelles de John Singer Sargent 1910-1911
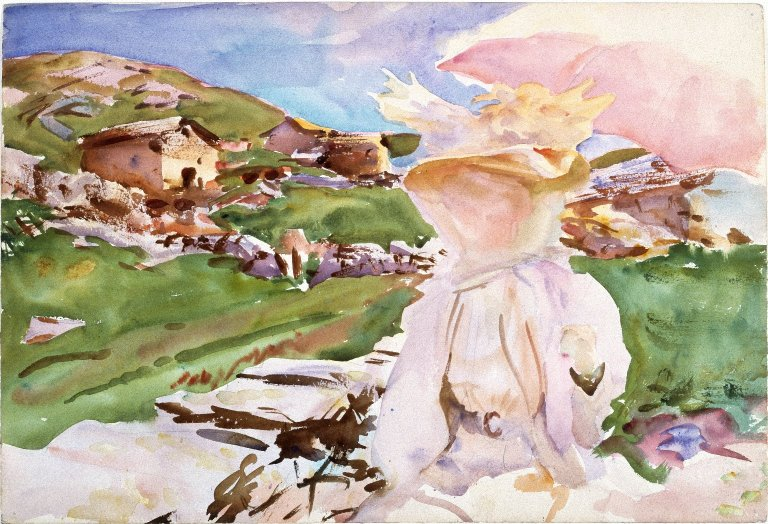
Au Col du Simplon Brooklyn Museum, New York.
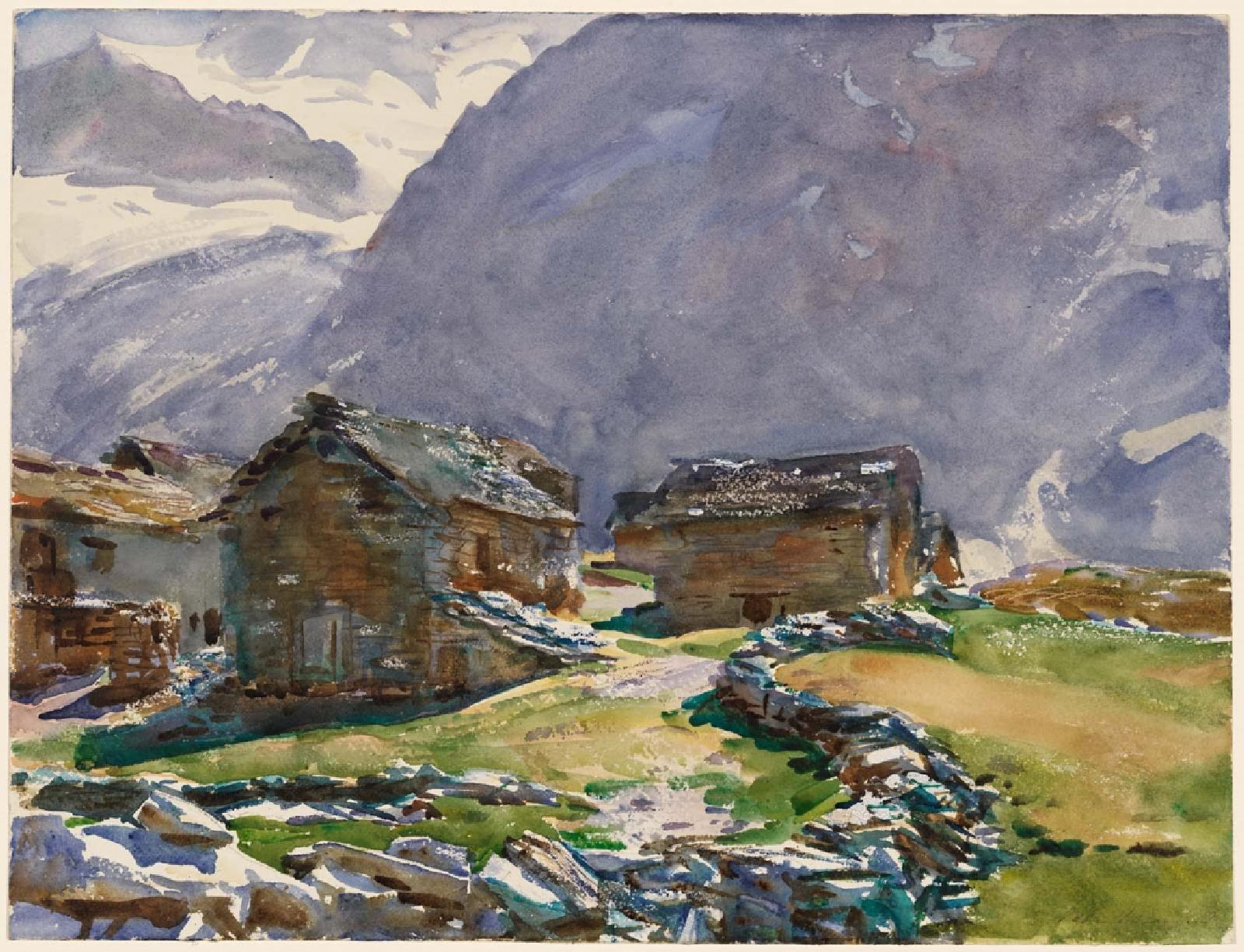
Col du Simplon : Chalets Musée des Beaux-Arts (Boston).
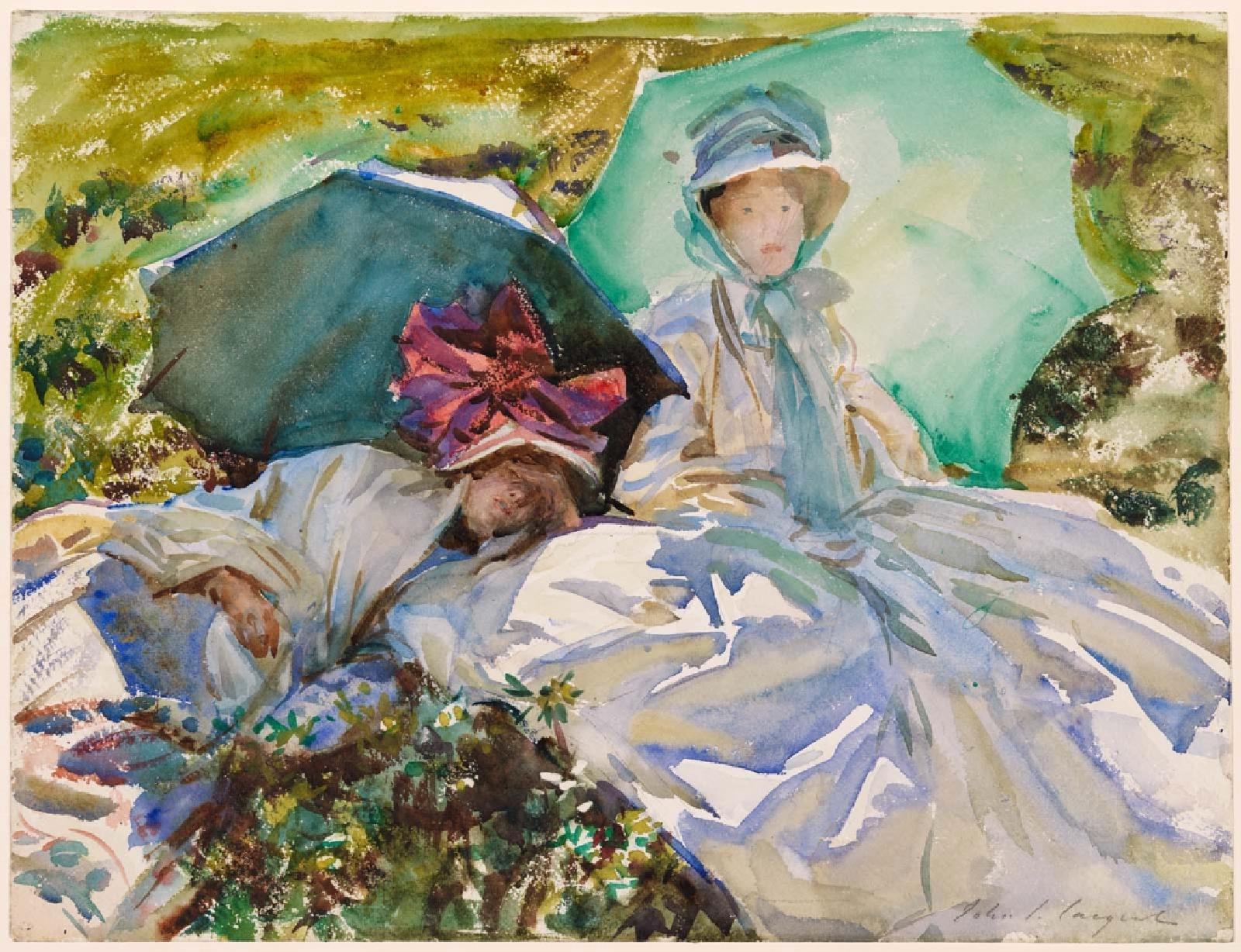
Col du Simplon : L’Ombrelle verte Musée des Beaux-Arts (Boston).
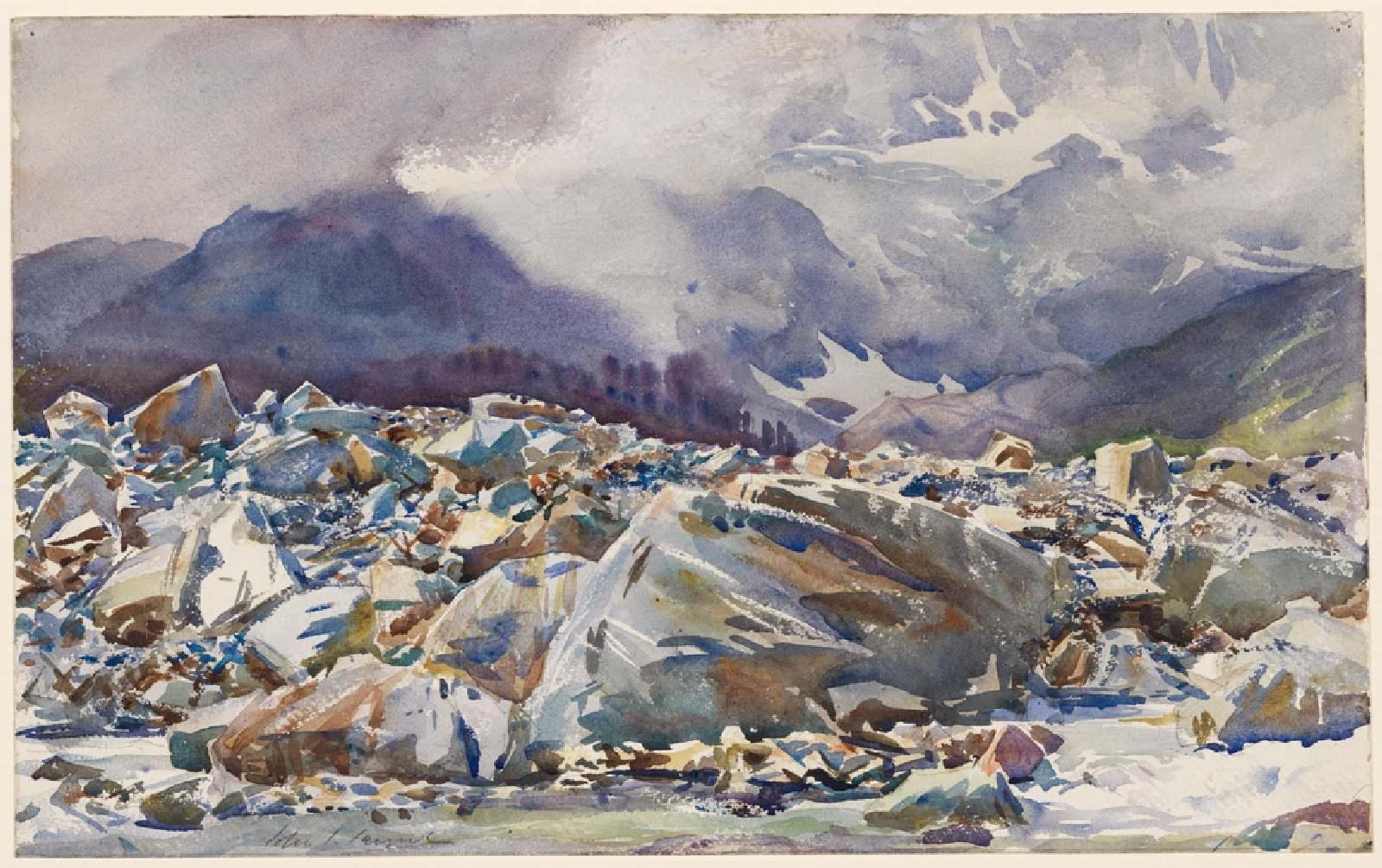
Avalanche au Col du Simplon Musée des Beaux-Arts (Boston).